# Walter Jackson Freeman III
Walter Jackson Freeman III (30 de janeiro de 1927 – 24 de abril de 2016) foi um biólogo, neurocientista teórico e filósofo estadunidense. Com base em uma estrutura teórica da neurodinâmica que se baseia em insights da teoria do caos, ele especulou que a moeda do cérebro é principalmente o significado. Em Societies of Brains e em outros escritos, Freeman rejeita a visão de que o cérebro usa representações para cristalizar conhecimento e comportamento.